# Telmatobius atahualpai
Telmatobius atahualpai es una especie de anfibio anuro de la familia Telmatobiidae. Se encuentra en la Cordillera Central (norte de Perú) entre los 2000 y los 4000 m s. n. m.